# إبراهيم برحيا
إبراهيم بَرحِيَّا هاناسي (من عام 1070 في برشلونة،  كتالونيا إلى عام 1136 أو 1145  أربونة، فرنسا) كان عالم رياضيات يهودي وفلكي وفيلسوفي، المعروف أيضا باسم سافاسوردا (من «رئيس الشرطة») أو إبراهيم جوديوس. ولد في برشلونة ويعتقد العلماء بأنه سافر إلى أربونة بفرنسا حيث يعتقدون أنه توفي هناك.
إن عمل إبراهيم برحيا الأكثر تأثيرا هو أطرحته التي تدعى جيب-مشياه نحن ها-تيشبوريت («أطروحة على القياس والحساب»)، وهي تتحدث عن الجبر الإسلامي والهندسة العملية. وترجمت في عام 1145 إلى اللاتينية من قِبل أفلاطون التيفولي مثل ما ترجمه ليبر إمبادوروم (في نفس العام ترجم روبرت تشيستر الجبر الخوارزمي). وذكر أنه يحتوي على الحل الكامل للمعادلة التربيعية س2 - أس + ب = 0 المعروفة في أوروبا وأثرت في عمل ليوناردو فيبوناتشي. وكتب إبراهيم برحيا عدة أعمال أخرى في الرياضيات وعلم الفلك والفلسفة اليهودية.

## وصلات خارجية
- Langermann، Y. Tzvi (2007). "Bar Ḥiyya: Abraham Bar Ḥiyya Savasorda". في Thomas Hockey؛ وآخرون (المحررون). The Biographical Encyclopedia of Astronomers. New York: Springer. ص. 95–6. ISBN:978-0-387-31022-0. مؤرشف من الأصل في 2019-07-25. (PDF version)
- O'Connor، John J.؛ Robertson، Edmund F.، "Abraham bar Hiyya"، تاريخ ماكتوتور لأرشيف الرياضيات
- Jewish Encyclopedia article for Abraham bar Hiyyah[وصلة مكسورة], by G. Sacerdote and يوليوس غوتمان and كوفمان كولر.
- PDF biography
- musicologie.org Abraham bar Hiyya and music. Sources, editions, bibliography, comments. (In French)